# Contea di Sebastian
La contea di Sebastian, in inglese Sebastian County, è una contea dello Stato dell'Arkansas, negli Stati Uniti. La popolazione al censimento del 2000 era di 115 092 abitanti. I capoluoghi di contea sono due: Fort Smith per il distretto nord e Greenwood per il distretto sud.

## Storia
La contea di Sebastian fu costituita nel 1851.